# リーフ・デイヴィス
リーフ・デイヴィス（Leif Davis, 1999年12月31日 - ）は、イングランド・ニューカッスル出身のプロサッカー選手。ポジションはディフェンダー。イプスウィッチ・タウンFC所属。

## 経歴
2018年夏、リーズ・ユナイテッドへ移籍。
2020年10月3日のマンチェスター・シティ戦にてプレミアリーグデビューを果たした。
2021年7月27日、チャンピオンシップ所属のボーンマスに期限付き移籍。
2022年7月26日、リーグ1所属のイプスウィッチ・タウンに3年契約で完全移籍。
5日後のボルトンとのリーグ開幕戦にてクラブデビュー。
リーグトップの14アシストを記録してクラブのチャンピオンシップ昇格に貢献し、リーグ1部門におけるPFA年間ベストイレブンとリーグベストイレブンに名を連ねた。
続く2023-24シーズンもアシストを量産し、リーグトップとなる18アシストを記録。クラブのプレミアリーグ昇格に大きく貢献した。
本シーズンもチャンピオンシップにおけるベストイレブンに選出された。

## タイトル

### クラブ
リーズ・ユナイテッド
- EFLチャンピオンシップ：2019-20

### 個人
- PFA年間ベストイレブン：2022–23 (リーグ1)
- EFLリーグ1 シーズンベストイレブン：2022-23
- EFLチャンピオンシップ シーズンベストイレブン：2023-24
- イプスウィッチ・タウン 選手選出最優秀選手：2023-24